# Mégacité d'Amiens
Mégacité est le parc des expositions et des congrès d'Amiens. Il est destiné aux manifestations événementielles, que sont les salons, les foires ou congrès, ainsi qu'aux concerts, spectacles humoristiques et expositions. Il se situe au cœur du pôle de La Licorne, à l'ouest de la ville, à quelques mètres du Zénith d'Amiens et du stade de la Licorne.

## Infrastructures
Implanté sur 35 000 m2, la Mégacité d'Amiens constitue le plus important pôle événementiel de la région Picardie. Ses équipements, ses espaces modulables et sa capacité d'accueil permettent l’organisation de manifestations d'ampleur ou plus modestes (salons, congrès, séminaires, réunions plénières ou ateliers, expositions, cocktails, arbres de Noël, cérémonies de vœux ou anniversaires d'entreprise, spectacles, concerts, etc.).
La Mégacité dispose de 10 000 m2 de halls d’exposition, de 15 000 m2 d’aires d’exposition extérieures, de 2 auditoriums de 350 et 985 places, de 8 salles de commission de 56 à 600 m2.
La structure propose également 1 salle de presse, 1 business center, des espaces détente, 1 espace d’accueil avec bar et salon-club, ainsi que 2 restaurants.

## Gestion
L’exploitation de Mégacité est octroyée à GL Events par délégation de service public. Amiens Métropole reste propriétaire et pilote de cet établissement.

## Manifestations
Tout au long de l'année, Mégacité est le siège de nombreuses manifestations. Outre les salons, foires et festivals, elle s'est spécialisée dans l'accueil des humoristes et one-man-shows. Mégacité accueille également des événements d'ampleur nationale comme le congrès national des sapeurs-pompiers en 2012 ou le championnat de France de la philatélie en 2013.
| Mois           | Événement                                           | Sujet | Nombre d'éditions(En 2014) |
| -------------- | --------------------------------------------------- | --- | -------------------------- |
| Janvier        | Forum du lycéen à l’étudiant                        | Ce forum rassemble la communauté éducative de Picardie. Les élèves de 1re et de Terminale sont invités à découvrir les unités d’enseignement (Université de Picardie, écoles d’ingénieurs, écoles de commerce, etc.) et les formations post-bac, courtes ou longues, proposées dans la région. | -                          |
| Février        | Salon des Antiquaires                               | Le salon des antiquaires de la ville se tient chaque année. Sa réputation en fait l’une des plus importantes manifestations du genre dans le nord de la France. | 11                         |
| Février à mars | Loisirsland                                         | Grâce à ses 6 000 m2 de jeux en accès libre, c'est le premier parc d'animations indoor itinérant de France. Des structures gonflables, toboggans géants, accrobranche, jeux en bois, sont identifiés par tranches d'âges.                                                                      | 10                         |
| Mars           | Festival du jeu et de l'imaginaire : À toi de Jouer | Ce festival est consacré aux activités ludiques : jeux de plateaux, jeux de cartes, jeux de rôle, jeux vidéo, bande-dessinée, manga, etc. De nombreux tournois sont organisés durant cet événement. La première édition s'est déroulée le 12 et 13 mai 2012 avec Simon Astier pour parrain.    | 3                          |
| Mars           | Salon du chocolat et gourmandises en Picardie       | Durant 3 jours, le salon propose des démonstrations, des défilés, des concours autour du thème du chocolat et de la cuisine en général. | 3                          |
| Mai            | Picard'IT Days                                      | Les Picard’ IT Days permettent aux dirigeants d’entreprises, directeurs informatiques, commerciaux, marketing et e-commerce de la région, de faire l'état des dernières nouveautés en matière de Technologies de l'Information et de la Communication à l'usage des entreprises.               | 2                          |
| Juin           | Foire Exposition de Picardie                        | Durant 10 jours, elle accueille environ 40 000 visiteurs, 250 exposants et plus d'une vingtaine d'animations. | 84                         |
| Octobre        | Salon de l'Habitat & Immo                           | | 4                          |
| Octobre        | Salon du mariage                                    | L'événement des futurs mariés. | 2                          |
| Novembre       | Salon Forme, Beauté & Bien-être                     | Ce salon réunit des professionnels du bien-être et de la forme. Des rencontres, ateliers et conférences sont organisés durant l’événement. | 4                          |

## Accès[6]
En voiture, l’accès s’effectue via les autoroutes A1, A16 ( 19 Amiens Ouest) et A29 et le réseau autoroutier nord européen. Par la route, Paris, Lille et Rouen se situent à moins d'1h30 du parc, Reims à moins de 2h.
Un parking gratuit de 1 500 places est accessible aux véhicules légers, aux handicapés et aux cars.
Le site est desservi par le bus : Ligne B7 direction Saleux, arrêt Mégacité.